# Dzień dzisiejszy
Dzień dzisiejszy – poemat publicystyczny Zygmunta Krasińskiego napisany w 1847, którego tematem jest dysputa stronnictw nad łożem umierającego poety i pojednanie dyskutantów.

## O utworze
W lutym 1840 podczas pobytu w Neapolu Krasiński napisał z myślą o Delfinie Potockiej scenę dramatyczno-filozoficzną Fantazja konania. Bohater utworu, Polak, walczy w chwili śmierci ze zwątpieniem i rozpaczą, podsuwanymi przez szatana. Jest ostatnim z wielkiego plemienia i z bohaterów rodu, a umrze bezimienny. Żądza wielu serc, zstępujących w grób, może jednak na nowo wzbudzić naród. Umierający wielbi ukochaną, pogromczynię szatana i duchową przewodniczkę. W 1847 pod wpływem poematu Stanisława Koźmiana Do mistrzów słowa, wzywającego poetów do przeciwstawienia się słowem skutkom wydarzeń 1846, Krasiński powrócił do tego utworu, przerabiając go na poemat publicystyczny, który zatytułował Dzień dzisiejszy. 
Tematem utworu jest dyskusja nad łożem umierającego poety, toczona przez demokratów, heglistów i panslawistów. Wygłaszają oni swoje creda, będące karykaturami programów partyjnych. Ostatecznie jednak korzą się przed zjawą ukochanej poety, przynoszącej, jednoczący wszystkich, program ponadpartyjny. W ten sposób potępione zostają wszystkie racje partyjne, ostaje się tylko racja poety-arystokraty, nieznacznie modyfikującego swoje dotychczasowe przekonania. Pozytywny program autora opiera się na potrzebie rozwinięcia miłości, pokory i cnoty w polityce i konieczności zaprzestania waśni stronnictw. Przyszłość ma się stać urzeczywistnieniem ideałów przeszłości. Szlachta zostaje postawiona przed misją uczłowieczenia ludu. Polska ma połączyć dawną chwałę z wolnością ludu. Utwór stanowi parafrazę i zarazem konkretyzację idei, które pojawiły się w Przedświcie i Psalmach przyszłości. 
Przekształcenie utworu dramatycznego w obszerny poemat publicystyczny okazało się pomysłem chybionym pod względem artystycznym. Powstał utwór niejednolity kompozycyjnie i rozwlekły. Nie powiodło się przerobienie utworu o silnym zabarwieniu erotycznym w wierszowaną rozprawę z przeciwnikami politycznymi. Ich rezygnacja z własnych racji nie została w żaden sposób uzasadniona. Poemat został obojętnie przyjęty przez opinię emigracyjną. Krasiński tak się tłumaczył przed Koźmianem: przebacz mi, ale cóż chcesz począć z pękniętą machiną, którą już należy pod strych gdzie rzucić. 